# Sara Canning
Sara Canning, född 14 juli 1987 i Gander, Newfoundland och Labrador, Kanada,  är en kanadensisk skådespelare, känd för sin roll som Jenna Sommers i TV-serien The Vampire Diaries.